# 弹性极限
弹性限度是材料做拉伸試驗時，應力與應變將呈現一函數關係，而當應力達到某一值，材料將不會自行恢復原狀（降伏），此一應力值，稱為弹性限度。若材料所承受的應力小於弹性限度，則可以自行恢復原狀。